# Штеттлен
Штеттлен (нім. Stettlen) — громада  в Швейцарії в кантоні Берн, адміністративний округ Берн-Міттельланд.

## Географія
Громада розташована на відстані близько 6 км на схід від Берна.
Штеттлен має площу 3,5 км², з яких на 22,6% дозволяється будівництво (житлове та будівництво доріг), 50,4% використовуються в сільськогосподарських цілях, 26,6% зайнято лісами, 0,3% не є продуктивними (річки, льодовики або гори).

## Демографія
2019 року в громаді мешкало 3137 осіб (+7,9% порівняно з 2010 роком), іноземців було 15,2%. Густота населення становила 896 осіб/км².
За віковим діапазоном населення розподілялося таким чином: 20,8% — особи молодші 20 років, 58,5% — особи у віці 20—64 років, 20,7% — особи у віці 65 років та старші. Було 1356 помешкань (у середньому 2,3 особи в помешканні).
Із загальної кількості 738 працюючих 24 було зайнятих в первинному секторі, 166 — в обробній промисловості, 548 — в галузі послуг.